# Главная синагога (Столин)
Синагога Главная в Столине (бел. Галоўная сінагога) — синагога в центре города Столин (Республика Беларусь). Построена в конце XVIII в.

## История

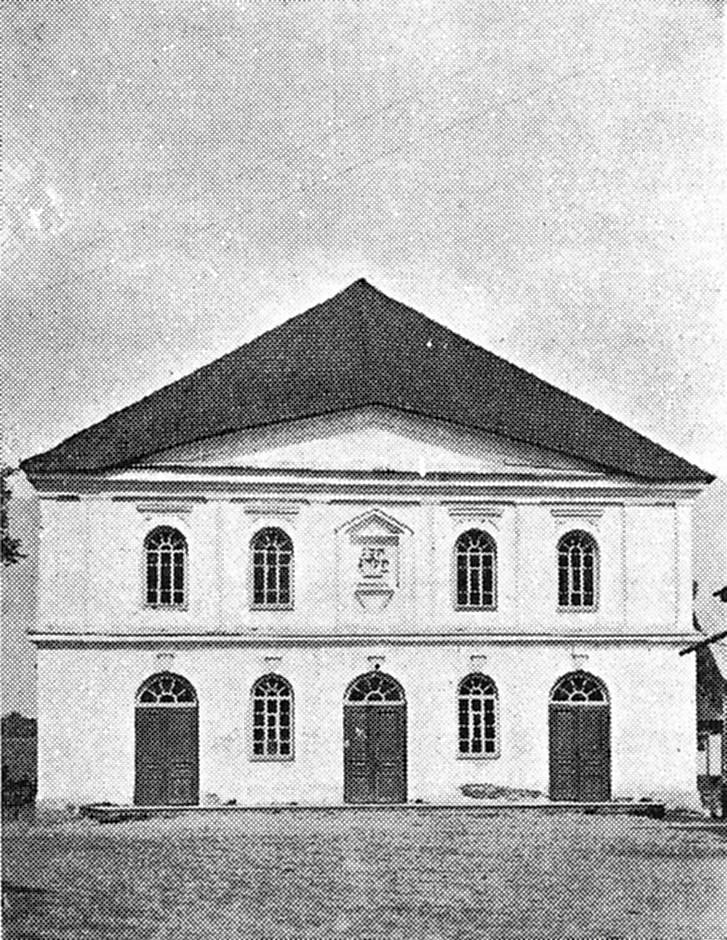
Столинская синагога до войны

Синагога — старейшее каменное здание Столина и Столинского района. Из-за пожаров здание неоднократно перестраивали. Во время пожара в 1827 году
здесь сгорела бима и сорок свитков Торы.
Еврейская община Столина вместе с последним цадиком была уничтожена нацистскими оккупантами в 1942 году.

## Архитектура
Синагога сооружена из кирпича, находится в центре Столина.
С конца XVIII в. в архитектуре каменных синагог региона наблюдался отход от традиционного центристского типа постройки. Синагоги получали черты светских зданий, их интерьер терял былое своеобразие. Ярким примером этих изменений является Столинская синагога.
Синагога в плане приближается к квадрату, со скошенными с северо-западной стороны углами. Компактный объем здания был накрыт вальмовой крышей с небольшим треугольным фронтоном над восточной стеной. Фасад разделяется на два яруса горизонтальным поясом и завершается карнизом.  Оконные проемы низшего яруса лучковые, верхнего с полуциркульным завершением.  Внутри синагога делится на три нефа шестью круглыми колоннами, связанными арками. При входе с юго-западной стороны был второй ярус для женщин. Стены декорированы в нижнем ярусе полуколоннами, в верхнем - одиночными пилястрами, а также фресками, имитирующими архитектурную пластику. С юго-западной стороны находится три входа.  В синагоге нет традиционной бимы со столбами.
По состоянию на 2017 год крыша и фрески не сохранились.
Синагога является единственным памятником еврейской архитектуры переходного периода от барокко до классицизма в стране.